# Înaltpreasfințit
Înaltpreasfințit (ÎPS) este un titlu onorific acordat mitropoliților și arhiepiscopilor din Biserica Ortodoxă și Biserica Ortodoxă Română.

## Origine
Termenul provine din tradiția bizantină și este utilizat pentru a marca statutul ierarhic superior al unui episcop aflat la conducerea unei arhiepiscopii sau mitropolii. Prefixul „înalt” indică poziția superioară în ierarhie, iar „preasfințit” semnifică sfințenia atribuită episcopatului în cadrul doctrinei ortodoxe.

## Utilizare
În Biserica Ortodoxă Română, Înaltpreasfințitul este urmat de numele ierarhului, de exemplu: Înaltpreasfințitul Teodosie, arhiepiscopul Tomisului. Această formulă este utilizată în documente oficiale, slujbe religioase și adresări publice.
În Biserica Catolică, un titlu similar este „Eminența Sa” pentru cardinali sau „Excelența Sa” pentru episcopi. În Bisericile Ortodoxe din alte țări, formularea poate varia ușor, dar păstrează aceeași funcție onorifică.